# Casaro
Il casaro è l'operatore che si occupa della lavorazione del latte per creare formaggio e burro.

## Storia

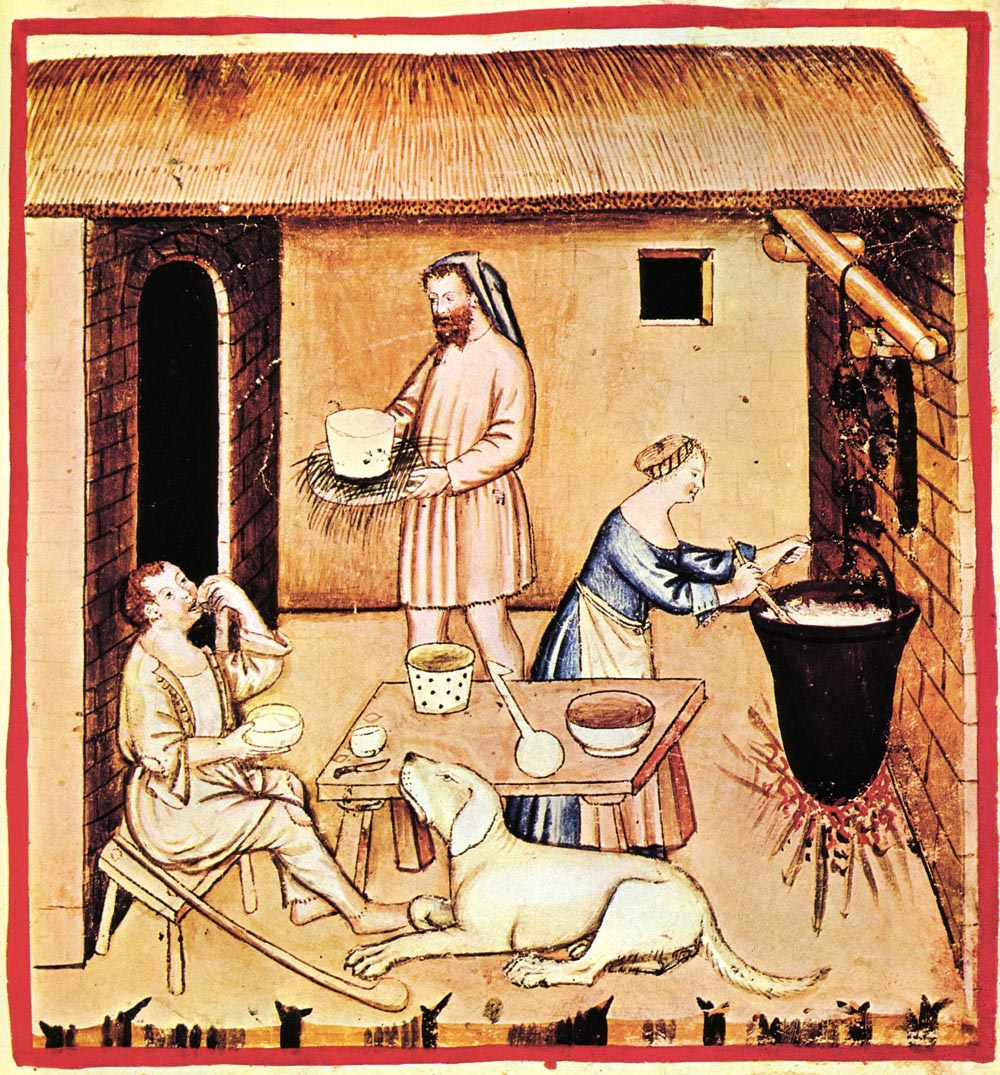
Preparazione del formaggio nel Tacuina Sanitatis, XIV secolo

I primi casari risalgono alla civiltà Sumera, III millennio a.C., lo testimonia un  bassorilievo denominato Fregio della latteria, dove sono rappresentati personaggi che lavorano il latte. Nel 700 a.C. alcune  tribù asiatiche migrarono in Europa, portando con sé usi e bestiame. Le prime lavorazioni del latte che si diffusero in Europa, furono le bevande acide Kumis e Komos (citate da Erodoto). I casari dell'Impero Romano perfezionarono le tecniche casearie, introducendo l'uso del  latte vaccino nella preparazione dei formaggi.

## Il casaro oggi

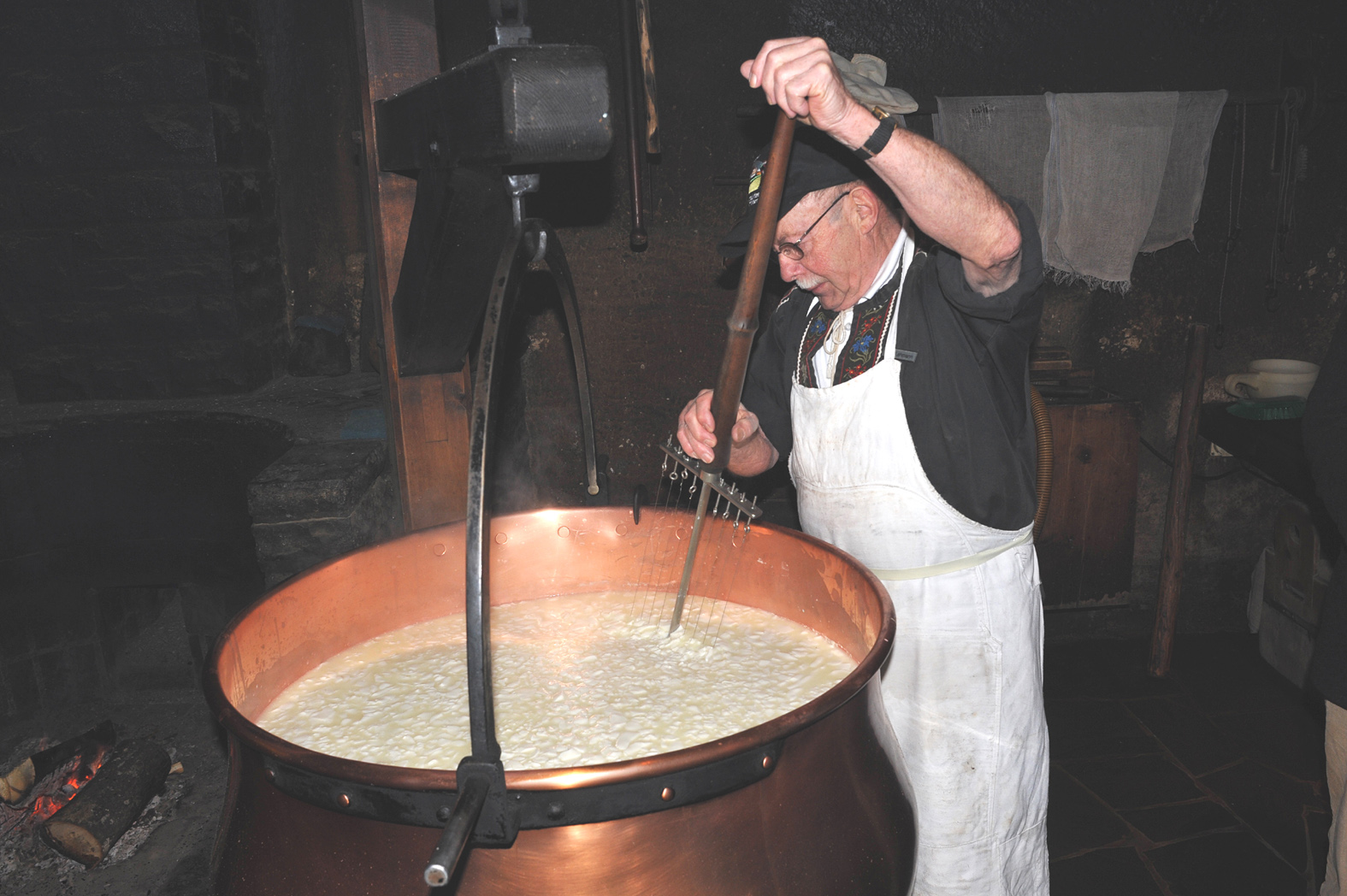
Casaro impegnato nella produzione di Emmental a Affoltern im Emmental, Svizzera

Il casaro moderno lavora il latte per ottenere formaggio rispettando le antiche tradizioni, o nuove tecnologie, con l'utilizzo di coadiuvanti come i fermenti lattici e il caglio, occupandosi anche nella preparazione dei prodotti "freschi": yogurt e ricotta. Nel profilo professionale del casaro rientra la pesatura del latte, l'aggiunta del caglio, e la messa in forma, la scrematura, la burrificazione. In alcuni casi i produttori si sono costituiti in associazioni, ponendosi come obiettivo la valorizzazione dei prodotti caseari del luogo.

## Gli attrezzi
Per la lavorazione del latte, il casaro utilizza la spannarola per scremare il latte, il mestolo, la zangola per fare il burro, la caldaia per riscaldare il latte ed eventualmente per cuocere la cagliata, lo spino e la lira per tagliare la cagliata e l'agitatore per muovere la cagliata tagliata.

## Professione casaro
Si diventa casari frequentando scuole idonee o corsi, a volte finanziati dalle Regioni o dalla UE.